# Hieracium gigaramondii
Hieracium gigaramondii es una especie de planta con flor del género Hieracium, de la familia Asteraceae, orden Asterales.

## Distribución
Hieracium gigaramondii se distribuye por España.

## Taxonomía
Fue descrita científicamente por Mateo, Egido & Alejandre.
Tratamiento taxonómico
La especie aparece registrada y publicada en Fl. Montiberica.